# Dvije sestrice (Rovinj)
Dvije sestrice (tal. Due Sorelle) su dvije nadmorske tvorbe ispred Rovinja: Vela Sestrica i Mala Sestrica, otočići koji pripadaju gradu Rovinju.